# Eunogyra satyrus
Eunogyra satyrus är en fjärilsart som beskrevs av John Obadiah Westwood 1851. Eunogyra satyrus ingår i släktet Eunogyra och familjen Riodinidae. Inga underarter finns listade i Catalogue of Life.